# Cryptocarya impressinervia
Cryptocarya impressinervia är en lagerväxtart som beskrevs av Hsi Wen Li. Cryptocarya impressinervia ingår i släktet Cryptocarya och familjen lagerväxter. Inga underarter finns listade i Catalogue of Life.